# ماريو اميندولا
ماريو اميندولا (بالإيطالية: Mario Amendola)‏ (و. 1910 – 1993 م) هو مخرج أفلام، وكاتب سيناريو، وكاتب من إيطاليا، ومملكة إيطاليا، توفي في روما، عن عمر يناهز 83 عاماً، بسبب السكري.

## وصلات خارجية
- ماريو اميندولا على موقع IMDb (الإنجليزية)
- ماريو اميندولا على موقع ألو سيني (الفرنسية)
- ماريو اميندولا على موقع أول موفي (الإنجليزية)
- ماريو اميندولا على موقع قاعدة بيانات الأفلام السويدية (السويدية)
- ماريو اميندولا على موقع قاعدة بيانات الفيلم (الإنجليزية)
- ماريو اميندولا على موقع كينوبويسك (الروسية)